# Мацумото Лейдзі
Мацумо́то Лейджі (松本 零士, європеїзований варіант імені Лейджі Мацумото, справжнє ім'я Мацумото Акіра; 25 січня 1938, м. Куруме, преф. Фукуока, Японія — 13 лютого 2023) — японський художник, манґака, сценарист і режисер аніме. Відомий своїми циклами манґи і аніме у жанрі космічної опери: «Космічний крейсер Ямато», «Галактичний експрес 999», «Капітан Харлок» та ін.

## Життя і творчість

### Дитинство
Мацумото Акіра народився 25 січня 1938 року у місті Куруме префектури Фукуока, що на острові Кошю. Його батько був офіцером Імператорських військово-повітряних сил — звідси у Мацумото така любов до кораблів, літаків та іншої військової техніки.
Малювати Акіра почав у віці восьми років, а через 15 років, у 1953 році, взяв участь у конкурсі журналу «Manga Shounen». Його робота «Пригоди бджілки» («Mitsubachi no bouken») зайняла перше місце і була надрукована у цьому журналі. Джерелами натхнення йому на цьому етапі слугували європейські графічні новели, диснеєвські мультфільми (які активно показували у повоєнній Японії), також роботи Тедзуки Осаму.

### Початок кар'єри
Кар'єра Мацумото як професійного художника розпочалась у 1957 році, коли він закінчив школу і переїхав у Токіо. Там він зняв кімнату, де й прожив наступні шість років, малюючи комікс-стріпи для різних журналів, що спеціалізувались на шьоджьо-манзі. Вплив шьоджьо-стилістики добре помітний на пізніших роботах Мацумото.
Приблизно тоді ж він зустрів жінку, котра згодом стала його дружиною — Міяко Мако, також художницю і одну з засновників шьоджьо як такого. Вона найбільш відома як творець ляльки Лікка-тян, японського аналога Барбі. Втім, жанр шьоджьо його не приваблював, і він шукав нагоди спробувати себе у інших сферах. Нагода не з'являлась досить довго, аж до 1965 року. Це був поворотний рік, після якого Мацумото, можна сказати, знайшов себе. Тоді ж і з'явився на світ псевдонім «Лейджі», що нині вже здається справжнім іменем і який означає «Воїн Зеро» («Зеро» у цьому випадку — японський винищувач часів Другої світової війни). Більш правильно «Рейджі», але Мацумото надає перевагу «Л».
У той час у нього виробився особливий стиль, за яким його потім легко впізнавали. У 1968 році почав виходити його перший комікс з фантастичними елементами сюжету. Це манґа з назвою «Сексароїд» («Sexaroid»), що справила враження як назвою, так і дуже незвичним на той час малюнком. Мацумото не був ще тоді професійним художником, і графічно його твори не сильно відрізнялись від робіт того ж Тедзуки. Але стрункі дівчата з довгим волоссям і такими ж довгими віями — це було тоді новим, незвичним і принесло Мацумото успіх.
Ще успішнішою стала робота під назвою «Я — чоловік» («Otoko oidon»), що почала виходити у 1971 році і розповідала про походеньки роніна — молодого чоловіка, що готується до вступу в університет. Тоді ж Мацумото став працювати над так званими «Воєнними історіями» («Senjo Manga Series»), серією коротких графічних новел, сюжетно ніяк між собою не пов'язаних, які розповідали про різні епізоди Другої світової війни очима німців та японців. Згодом ці історії були об'єднані у п'ять томів і названі «Кокпіт» («The Cockpit»). Це одне з небагатьох звернень Мацумото до історії, а також до національної естетики.
У манзі «Ґан Фронтір» («Gun Frontier») Мацумото звертається до жанру вестерн. Схожі мотиви і атмосфера Північної Америки часів фронтиру були присутні у багатьох інших роботах початку сімдесятих («Великий пірат капітан Харлок», «Королева Емеральда», «Космічний крейсер Смертельна Тінь»), менш відомих нині, хоч у свій час вони було достатньо відомі. Втім, справжня популярність до Мацумото прийшла тільки після аніме-серіалу «Космічний крейсер Ямато».

### «Золота доба»
«Космічний крейсер Ямато» («Space Battleship Yamato») часто відносять до художнього всесвіту Мацумото, а його самого вважають творцем цього аніме. Це не зовсім так. Роботи над цим проектом почались у 1973 році, причому спочатку він називався «Астероїдний корабель Ікарус» («Asteroid Ship Icarus») і розповідав про інтернаціональну команду юних героїв, був фантастичною варіацією «Володаря мух» Вільяма Ґолдінґа, і взагалі мало нагадував те, що вийшло в результаті. Усе це придумав продюсер Нішідзакі Йошінобу, який і взяв до проєкту Мацумото режисером. Це була його перша режисерська робота і він вдало справився з нею. Втім, вплив Мацумото на концепцію і стиль серіалу був дуже великим і, вважається, що саме він спричинив такий успіх фільму.
«Ямато» був першим аніме-серіалом сучасного типу — з багатолінійним сюжетом, непростими персонажами, нетривіальною картиною світу тощо. Не дивно, що спочатку його сприйняли обережно, авторам навіть довелось скоротити кількість епізодів до 26 замість задуманих 50. Втім, пізніше популярність серіалу зросла і було знято ще два телевізійних сезони теж поставлені Мацумото та п'ять повнометражних фільмів. Також Мацумото намалював по мотивам першого серіалу манґу, у сюжеті якої використані ходи, що по тим чи іншим причинам не потрапили на екран. Однак комікс-версіями продовжень він вже не займався.
Вважається, що саме з виходом «Ямато» почалася так звана «золота доба» японської анімації. У всякому разі у Мацумото «золота доба» справді почалася з цього серіалу. Саме у середині сімдесятих досягло досконалості візуальне вирішення його робіт — дещо інфантильне, але чарівне у своїй інфантильності, западаюче у душу, несхоже ні на що інше і дуже стильне, незважаючи на певний графічний примітивізм.
Тоді ж побачили такі найвідоміші його роботи як «Космічний пірат капітан Харлок» («Space Pirate Captain Harlock»), «Королева Тисячоліття» («Queen Of 1000 Years») — з якими й зараз асоціюється його ім'я. Головним же твором «класичного періоду» є манґа «Галактичний експрес 999», сімнадцятитомне творіння, що виходило з 1977 до 1981 року. «Експрес» є своєрідною квінтесенцією усієї творчості Мацумото. Там були і прекрасно-таємничі героїні, і космічні пірати, і відважні молоді люди у дірявих капелюхах, і фантастичні пейзажі, і елементи вестерна, і фрустрація, і антикібернетична мораль, і взагалі все, за що шанують Мацумото.
У 1978 році він отримав нагороду «Shogakukan Manga Award» у жанрі шьонен за манґу «Галактичний експрес 999».
Дух його творів було збережено і в численних анімаційних екранізаціях, котрі з'являлись паралельно. Їхні сюжети часто сильно відрізняються від оригіналів (у тому числі й тому, що сюжети більшості манги Мацумото не завершені, а просто покинуті на півшляху), але ідейно і стилістично вони дуже близькі. У свій час вони мали великий успіх, а деякі й нині вважаються класикою аніме. І хоча, на відміну від «Ямато», вони вже не були першими, їх вплив на індустрію виявився сильнішим. Достатньо сказати, що всі ті депресивні підлітки, якими вже три десятки років переповнене аніме, вийшли, умовно кажучи, з-під капелюха Хошіно Тецуро, протагоніста «Галактичного експресу».
Золота доба Мацумото Лейджі виявилася коротшою за золоту добу аніме. Останній фільм, знятий за його участю, вийшов у 1983 році — це був «Останній Ямато» («Final Yamato»). Приблизно у той час були закінчені або покинуті його основні комікс-серії, після чого Мацумото надовго щез з поля зору. За цей час він нагадав про себе лише двічі, у 1985 та 1987 роках, коли вийшли телевізійні фільми «Arei no Kagami» та «Saint Elmo — Hikari no Raihousha».

### Пізня творчість
Повернення після творчої паузи почалось у 1993 році, коли вийшов OVA-серіал «Кокпіт», екранізація окремих фрагментів «Воєнних історій», і остаточно відбулось у 1996 році, коли Мацумото почав роботу над новою велетенською манґою, котра також називалась «Галактичний експрес 999» і була продовженням старої манґи з такою ж назвою, але не її екранізації. Умовно ці твори розрізняють як «Galaxy Express Andromeda Series» та «Galaxy Express Eternal Series», але це умовні назви. Масштабами цей проєкт набагато перевершує перший, він досі не завершений, і вже більше десяти років щомісяця виходить розділ обсягом 40-50 сторінок.
Терпіння та посидючості у Мацумото з віком не додалось, і багато з його робіт нового часу також залишилися незавершеними. Така доля чекала на нову версію пригод капітана Харлока «Кільце Нібелунґа» («Der Ring Der Nibelungen»), за мотивами музики Ріхарда Вагнера. У ній нині налічується вісім томів і два останніх, судячи з усього, не очікуються. Перша частина цього твору була екранізована у форматі шестисерійного OVA і називалась «Сага про капітана Харлока» (Harlock Saga).
Взагалі, починаючи з кінця дев'яностих, вийшло багато відео та звичайних серіалів (а також кінофільм), що ґрунтуються на різних творах Мацумото, як нових, так і дуже старих, або просто зняті з його участю. Їхня кількість значно перевищує кількість екранізацій у «золоту добу» Мацумото, але слід в аніме вони залишають значно менший. Сучасні «мацумотівські» фільми не надто популярні, маловідомі за межами Японії, а художня цінність навіть найкращих з них часто ставиться під сумнів.
У 2000-му році Мацумото створив дуже красивий комікс «Космічний крейсер Великий Ямато» (не плутати з «Великий Ямато № 0»), що мав би відродити цикл про Ямато, але, через проблеми з авторськими правами, цей проект було закрито. Через суперечки про авторські права з Нішідзакі щодо Ямато виникла химерна колізія: Мацумото не може використовувати назву «Ямато», сюжет і персонажів оригіналу, а Нішідзакі не може використовувати концепт-арт, дизайн персонажів та кораблів. Втім, обоє продовжують працювати над незалежними аніме-проектами, що пов'язані з «Ямато».
Наприкінці дев'яностих Мацумото зайнявся дослідженням можливостей сучасних комп'ютерних технологій і говорив, що думає над продовженням своїх старих аніме-серіалів у тримірній графіці.

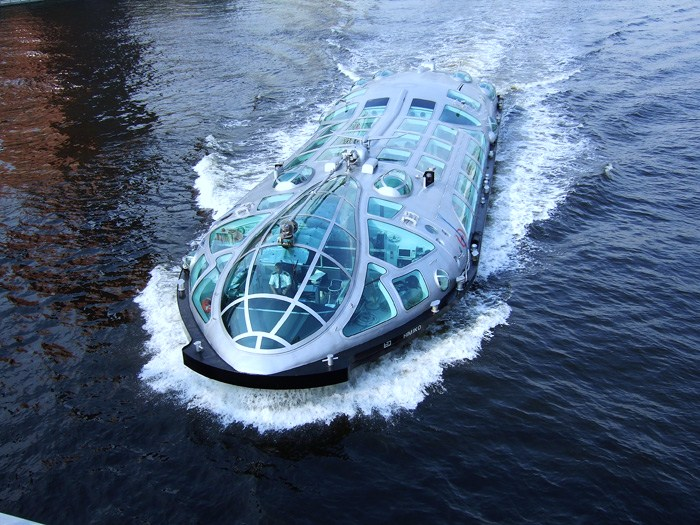
Водяний автобус «Хіміко», дизайн якого був розроблений Мацумото Лейджі.

Мацумото Лейджі працював і в інших сферах, крім аніме і манґи, зокрема, він розробив дизайн пасажирського судна «Хіміко», що курсує у Токіо.
З 2003 року Мацумото займає посади головуючого ради з питань авторських прав у Японській асоціяції манґа-художників та в Японській асоціації з авторським прав у програмному забезпеченні (ACCS). Досить дивний фінал для людини, що прославилась коміксами про піратів та космічних анархістів. Втім, Мацумото вважає, що основна проблема нелегального поширення копій не в тому, що художники недоотримують якихось коштів (сам Мацумото неодноразово викладав свої твори у вільному доступі), а в тому, що більшість судять про художників виключно за нелегальними копіями їхніх творів, які часто бувають жахливої якості, а піратські переклади нерідко мають мало спільного з оригіналом.

### Твори Мацумото у світі
У себе на батьківщині Мацумото Лейджі і нині вважається одним з найвідоміших манґа-художників. За межами Японії він відомий значно меншою мірою. Його знають в Європі, особливо у Іспанії і Франції — не дарма у 2001 році французька хаус-група Daft Punk саме його запросила поставити для них кілька кліпів. З цих кліпів згодом було змонтовано повнометражний аніме-мюзикл «Interstella 5555».
Французькою мовою виходили чотири роботи Мацумото: «Кільце Нібелунґа», обидві версії «Галактичного експресу» та «Капітан Харлок» у версії 1977 року (під назвою «Капітан Альбатор»). Це небагато, але в Америці ситуація ще гірша, там вийшов лише «Галактичний експрес» та й то не повністю. Манґу, яку оминають видавці, зазвичай перекладають ентузіасти. Важко сказати, що зупинило їх у цьому випадку, але жодного любительського перекладу мацумотівських робіт не існує. У нас він відомий лише за екранізаціями, та й то поверхово, бо аніме 1970-х і 1980-х не користується великою популярністю.
На радянському (і пострадянському) просторі у 1980-х і 1990-х частково транслювався серіал «Галактичний експрес 999» та кілька повнометражних фільмів Мацумото.

## Художній світ

### Естетика і стилістика
Найбільше Мацумото відомий як творець космічних опер з активним використанням велетенських кораблів незвичайних конструкцій. Мацумото полюбляє зображати й иншу химерну техніку.
Художній світ Мацумото знаходиться під сильним впливом пізнього романтизму, що надає його творам особливої привабливості для молоді. Ранні роботи у жанрі шьоджьо-манги також залишили відбиток на його творчості, через що його науково-фантастичні та пригодницькі історії користуються однаковою популярністю і серед хлопців, і серед дівчат. Традиційний японський поділ на дівчачу (шьоджьо) і хлопчачу (шьонен) манґу та аніме у творчості Мацумото практично відсутній.
На його творчість сильно вплинули переживання, пов'язані з воєнними випробуванням та капітуляцією Японії у роки його дитинства. Імовірно, з усіх творців манґи і аніме саме Мацумото найбільш гостро переживав поразку у війні (очевидно, через свого батька-офіцера). Мацумото не приймає форми радикального націоналізму і реваншизму, але у своїх творах показує трагедію Японії («Воєнні історії»), гостро засуджує усі форми політичного насильства.
Особливістю малюнку Мацумото є надзвичайно стрункі і тендітні жінки з дуже довгим волоссям і дуже довгими віями, що було його нововведенням. Також його малюнок позначений певною інфантильністю, загалом характерною для манґи того часу.
Головним же досягненням Мацумото є не малюнки (хоча як на той час вони й були непогані) і не сюжети (що ніколи не були особливо оригінальними чи заплутаними). Його головне вміння — створення яскравих харизматичних образів, що запам'ятовуються мало не з першого погляду і котрі ні з чим не можна сплутати. Це і прекрасні таємничі героїні, і космічні пірати, і відважні молоді люди у дірявих капелюхах. Персонажі і загальна атмосфера часто відмічені трагізмом. Квінтесенцією його ідей і стилю вважається манга «Галактичний експрес 999».
Для його стилю характерна також любов до фантастичних пейзажів, аникібернетична мораль, настрої фрустрації і депресії (він перший розробив образ депресивного підлітка, що потім став дуже поширеним у манзі та аніме).
Мацумото велику увагу приділяв атмосфері вестерну. За його творами 1970-х років складається враження, що найкращий час на планеті в уяві автора — Північна Америка часів фронтиру. Безкрайні прерії і маленькі пильні містечка, жорстокий, але вільний і в чомусь прекрасний світ, де закон знаходиться на периферії, де кожен сам за себе, а правий той, хто швидше стріляє («Ґан Фронтір», «Великий пірат капітан Харлок», «Королева Емеральда», «Космічний крейсер Смертельна Тінь»).

### Лейджіверс
Дія багатьох творів Мацумото Лейджі відбувається у єдиному художньому всесвіті, який часто називають «Лейджіверс». Це такі манги і аніме як «Капітан Харлок», «Галактичний експрес 999», «Королева Емеральда», «Королева Тисячоліття» тощо.

## Цікавинки
- Ім'я «Харлок» походить від англосаксонського слова hoarlocke, що означає сіроволосий. Хоча волосся у героя зовсім не сіре.
- «Галактичний експрес 999» екранізувався кілька разів. Найточніша у плані сюжету і стилістики версія — телевізійний серіал 1978—1981 років, поставлений Нобутакою Нішідзавою. Найбільш відома — повнометражний фільм, поставлений Шіґеюкі Хаяші (Рінтаро) у 1979 році. Ця картина довгий час залишалась найбільш комерційно успішним аніме.
- Походження імені Мейтель, головної героїні «Галактичного експресу», невідоме. Японською її ім'я звучить як Meteru і найправдоподібніша версія стверджує, що воно походить від латинського слова maeter («матір»).
- Один з улюблених символів Мацумото — здвоєні та потроєні дев'ятки та нулі, котрі більшою чи меншою мірою фігурують у багатьох його роботах.
- Музику з «Космічного крейсера Ямато» полюбляють грати японські військові оркестри.
- Героя манґи «Я — чоловік» звуть Ояма Нобота. Його дальній нащадок — Ояма Точіро, котрий присутній майже у всіх коміксах Мацумото (за винятком ранніх) і вважається альтер-его автора.
- Улюблений кіт Мацумото, Мі-кун, теж часто з'являється у його творах. Теперішнього його кота звати Мі-кун III.
- У 1999 році більше двадцяти скульптур персонажів та сцен з «Космічного крейсера Ямато» та «Галактичного експресу 999» були споруджені у місті Цуруґа.